# Dromiquetes
Dromiquetes (en griego antiguo: Δρομιχαίτης, romanizado: Dromichaites) fue un rey de los getas   alrededor del 300 a. C. Su capital se llamaba Helis y se situaba, al sur del Danubio, en la actual Bulgaria, cerca de su sepultura, en la tumba tracia de Svechtari.
Las antiguas crónicas de Diodoro Sículo, Polibio, Plutarco y Pausanias registraron su victoria sobre Lisímaco, rey de Tracia, antiguo general de Alejandro Magno, y hablan de Dromiquetes y su notable talento para la diplomacia.
Según cuenta Estrabón en el Libro VII (3.8 y sigs.), de su Geografía:

Dromiquetes tras haber capturado vivo a Lisímaco le mostró su propia pobreza y la de su pueblo...le conminó a que no hiciese la guerra su pueblo, sino que se sirviera de éste como aliado...le dispensó un trato de huésped, estableció con él una alianza y lo puso en libertad.

## Enfrentamientos con Lisímaco
La evidencia del conflicto es incompleta y contradictoria, aunque atestiguada por varios autores antiguos. Fue probablemente provocada por la expansión territorial de Lisímaco y el control de las colonias griegas fue tal vez el tema en cuestión.
Los dos fragmentos de la historia de Diodoro sugieren dos campañas separadas. En la primera los getas capturaron a Agatocles, hijo de Lisímaco, pero luego lo dejaron en libertad con la esperanza de recuperar los territorios perdidos a Lisímaco. Durante la segunda el mismo Lisímaco fue hecho prisionero y luego puesto en libertad en condiciones similares. Sin embargo Pausanias, mencionando los mismos dos episodios, indica que son versiones paralelas de un mismo evento.
La campaña en la que Lisímaco cayó cautivo de los getas está fechada por los estudiosos de diversas maneras entre 294 y 291 antes de Cristo. Lisímaco invadió con fuerzas significativas y su ofensiva gozó de cierto temprano éxito para posteriormente terminar en desastre. Según Polieno, Seutes, un general de Dromichaetes, se presentó como un desertor, Lisímaco engañado y lo condujo a un terreno difícil. Atacado por Dromichaetes, el ejército de Lisímaco fue derrotado y el rey tuvo que rendirse.
La paz entre los getas y Lisímaco fue reforzada mediante la boda entre una hija de Lisímaco y Dromiquetes.